# Poecilopsis affinis
Poecilopsis affinis là một loài bướm đêm trong họ Geometridae.